# Паэмурру, Пеэтер Мартынович
Пе́этер Мартынович Па́эмурру (эст. Peeter Paemurru; род. 27 июня 1948) — эстонский виолончелист.

## Биография
Учился в Таллинской консерватории со специализацией по контрабасу, затем окончил Московскую консерваторию (1973) у Сергея Ширинского и её аспирантуру (1977) у Валентина Фейгина.
В 1979—1980 гг. профессор Каирской консерватории, в 1981—1984 гг. концертмейстер виолончелей в Симфоническом оркестре штата Мехико.
Живёт в Таллине, профессор Эстонской музыкальной академии. Концертирует в Эстонии и скандинавских странах, часто в дуэте со своей женой, пианисткой Пией Паэмурру.
В 2001 г. был выдвинут кандидатом в президенты Эстонии от Партии независимости Эстонии.